# Archytas frontalis
Archytas frontalis är en tvåvingeart som beskrevs av Wulp 1892. Archytas frontalis ingår i släktet Archytas och familjen parasitflugor. Inga underarter finns listade i Catalogue of Life.